# Diócesis de Campo Maior
La diócesis de Campo Maior (en latín: Dioecesis Campi Maioris y en portugués: Diocese de Campo Maior) es una circunscripción eclesiástica de la Iglesia católica en Brasil. Se trata de una diócesis latina, sufragánea de la arquidiócesis de Teresina. Desde el 21 de junio de 2017 su obispo es Francisco de Assis Gabriel dos Santos, de la Congregación del Santísimo Redentor.

## Territorio y organización

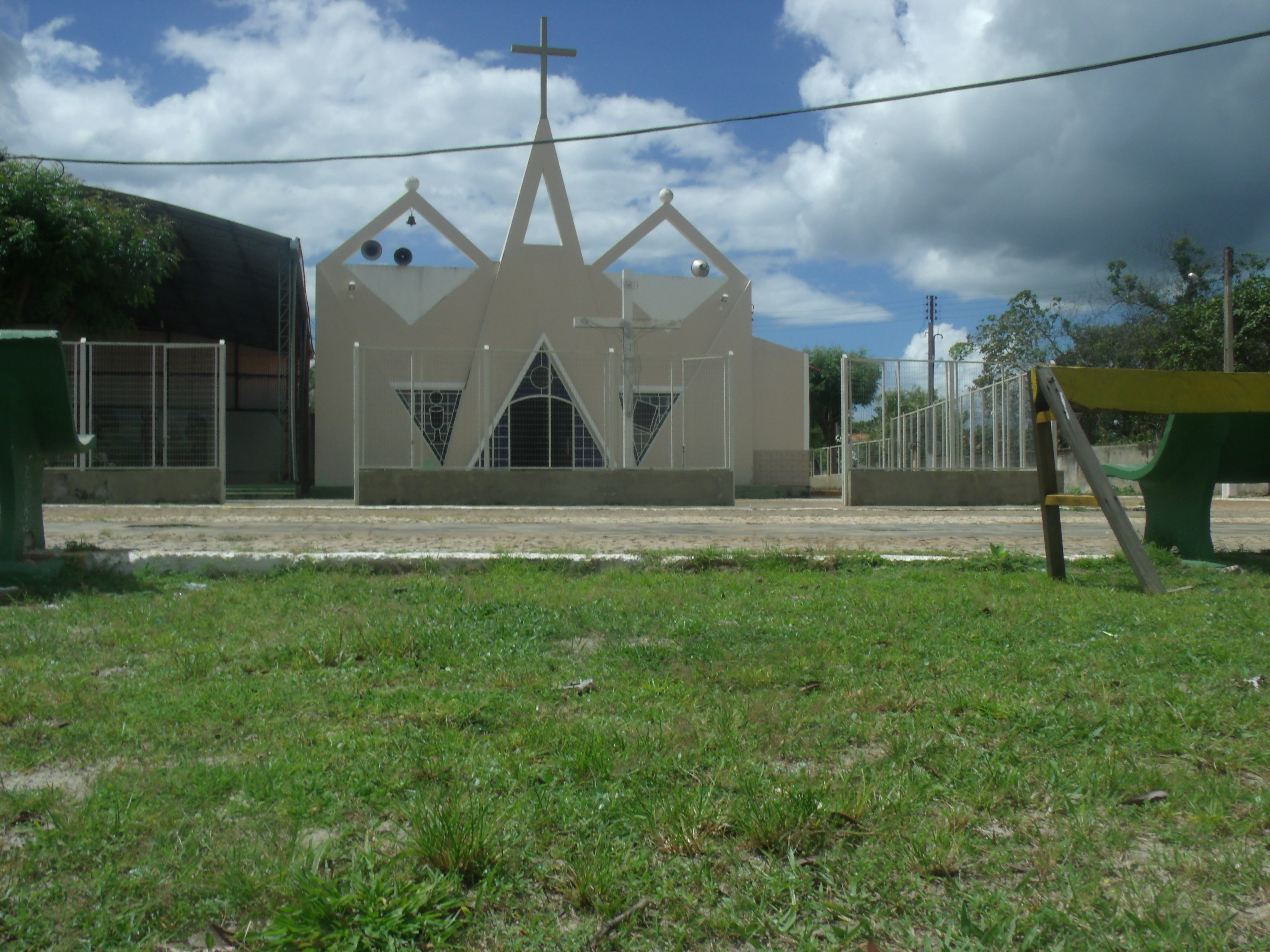
Iglesia de Boa Hora Piauí.

La diócesis tiene 27 943 km² y extiende su jurisdicción sobre los fieles católicos de rito latino residentes en 26 municipios del estado de Piauí: Alto Longá, Altos, Assunção do Piauí, Barras, Beneditinos, Boa Hora, Boqueirão do Piauí, Buriti dos Montes, Cabeceiras do Piauí, Campo Largo do Piauí, Campo Maior, Capitão de Campos, Castelo do Piauí, Cocal de Telha, Coivaras, Jatobá do Piauí, José de Freitas, Juazeiro do Piauí, Nossa Senhora de Nazaré, Nossa Senhora dos Remédios, Novo Santo Antônio, Pau d'Arco do Piauí, Porto, São João da Serra, São Miguel do Tapuio y Sigefredo Pacheco.
La sede de la diócesis se encuentra en la ciudad de Campo Maior, en donde se halla la Catedral de San Antonio.
En 2021 en la diócesis existían 33 parroquias.

## Historia
La diócesis fue erigida el 12 de junio de 1975 con la bula Tametsi munus del papa Pablo VI, obteniendo el territorio de la arquidiócesis de Teresina y de la diócesis de Parnaíba.

## Estadísticas
Según el Anuario Pontificio 2022 la diócesis tenía a fines de 2021 un total de 321 125 fieles bautizados.
| Año                                                                             | Población            | Población | Población      | Sacerdotes | Sacerdotes    | Sacerdotes    | Bautizados por sacerdote | Diáconos permanentes | Religiosos | Religiosos | Parroquias |
| Año                                                                             | Bautizados católicos | Total     | % de católicos | Total      | Clero secular | Clero regular | Bautizados por sacerdote | Diáconos permanentes | Varones    | Mujeres    | Parroquias |
| ------------------------------------------------------------------------------- | -------------------- | --------- | -------------- | ---------- | ------------- | ------------- | ------------------------ | -------------------- | ---------- | ---------- | ---------- |
| 1975                                                                            | ?                    | 279 454   | ?              | 8          | 7             | 1             | ?                        |                      |            | 10         | 9          |
| 1980                                                                            | 278 000              | 287 000   | 96.9           | 9          | 8             | 1             | 30 888                   |                      | 1          | 14         | 9          |
| 1990                                                                            | 462 000              | 477 000   | 96.9           | 13         | 13            |               | 35 538                   |                      |            | 30         | 19         |
| 1999                                                                            | 499 000              | 522 000   | 95.6           | 32         | 32            |               | 15 593                   | 1                    |            | 45         | 30         |
| 2000                                                                            | 500 000              | 520 000   | 96.2           | 34         | 34            |               | 14 705                   | 1                    |            | 39         | 31         |
| 2001                                                                            | 295 000              | 320 820   | 92.0           | 29         | 29            |               | 10 172                   | 1                    |            | 39         | 29         |
| 2002                                                                            | 290 000              | 321 220   | 90.3           | 32         | 32            |               | 9062                     | 1                    |            | 27         | 28         |
| 2003                                                                            | 290 000              | 321 220   | 90.3           | 31         | 31            |               | 9354                     | 1                    |            | 29         | 28         |
| 2004                                                                            | 297 365              | 321 220   | 92.6           | 28         | 28            |               | 10 620                   | 1                    |            | 29         | 28         |
| 2006                                                                            | 304 234              | 329 856   | 92.2           | 35         | 35            |               | 8692                     | 1                    |            | 29         | 28         |
| 2013                                                                            | 351 000              | 370 000   | 94.9           | 34         | 33            | 1             | 10 323                   | 1                    | 1          | 22         | 29         |
| 2016                                                                            | 348 000              | 366 587   | 94.9           | 39         | 38            | 1             | 8923                     | 1                    | 1          | 21         | 32         |
| 2019                                                                            | 316 954              | 361 820   | 87.6           | 46         | 45            | 1             | 6890                     |                      | 4          | 22         | 33         |
| 2021                                                                            | 321 125              | 366 580   | 87.6           | 46         | 44            | 2             | 6980                     |                      | 5          | 17         | 33         |
| Fuente: Catholic-Hierarchy, que a su vez toma los datos del Anuario Pontificio. |                      |           |                |            |               |               |                          |                      |            |            |            |

## Episcopologio
- Abel Alonso Núñez, O. de M. † (24 de marzo de 1976-2 de febrero de 2000 retirado)
- Eduardo Zielski (2 de febrero de 2000-2 de marzo de 2016 nombrado obispo de São Raimundo Nonato)
- Francisco de Assis Gabriel dos Santos, C.SS.R., desde el 21 de junio de 2017